# Eilean Ruairidh Mòr
Eilean Ruairidh Mòr är en ö i Storbritannien.   Den ligger i kommunen Highland och riksdelen Skottland, i den nordvästra delen av landet, 800 km nordväst om huvudstaden London. Arean är 38 kvadratkilometer. I omgivningarna runt Eilean Ruairidh Mòr växer i huvudsak barrskog.